# Сан-Хуан (Тринидад и Тобаго)
Сан-Хуа́н — третий крупнейший город Тринидада и Тобаго. По населению опережает столицу республики Порт-оф-Спейн, уступая только Чагуанасу и Сан-Фернандо. Один из центров графства Сан-Хуан — Лавентиль.